# Terminal Tres Cruces

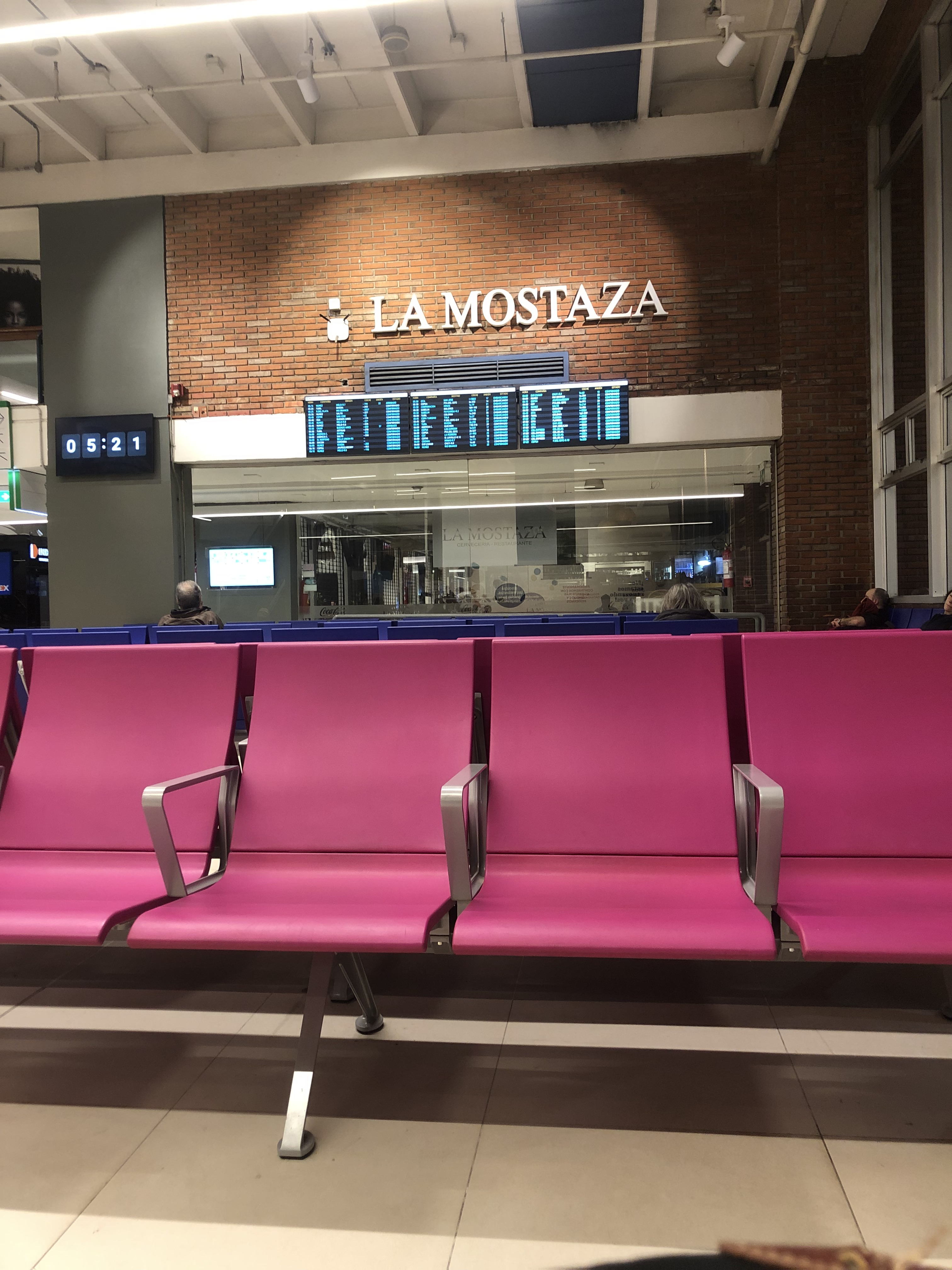
Interiores de la terminal

La Terminal Tres Cruces es la principal terminal de ómnibus del Uruguay, por concentrar el mayor tráfico de pasajeros y ómnibus, tanto nacionales como internacionales. La terminal tiene más de 20 000 000 de visitas al año, de las cuales 12 000 000 son pasajeros que viajan hacia y desde Montevideo.

## Ubicación

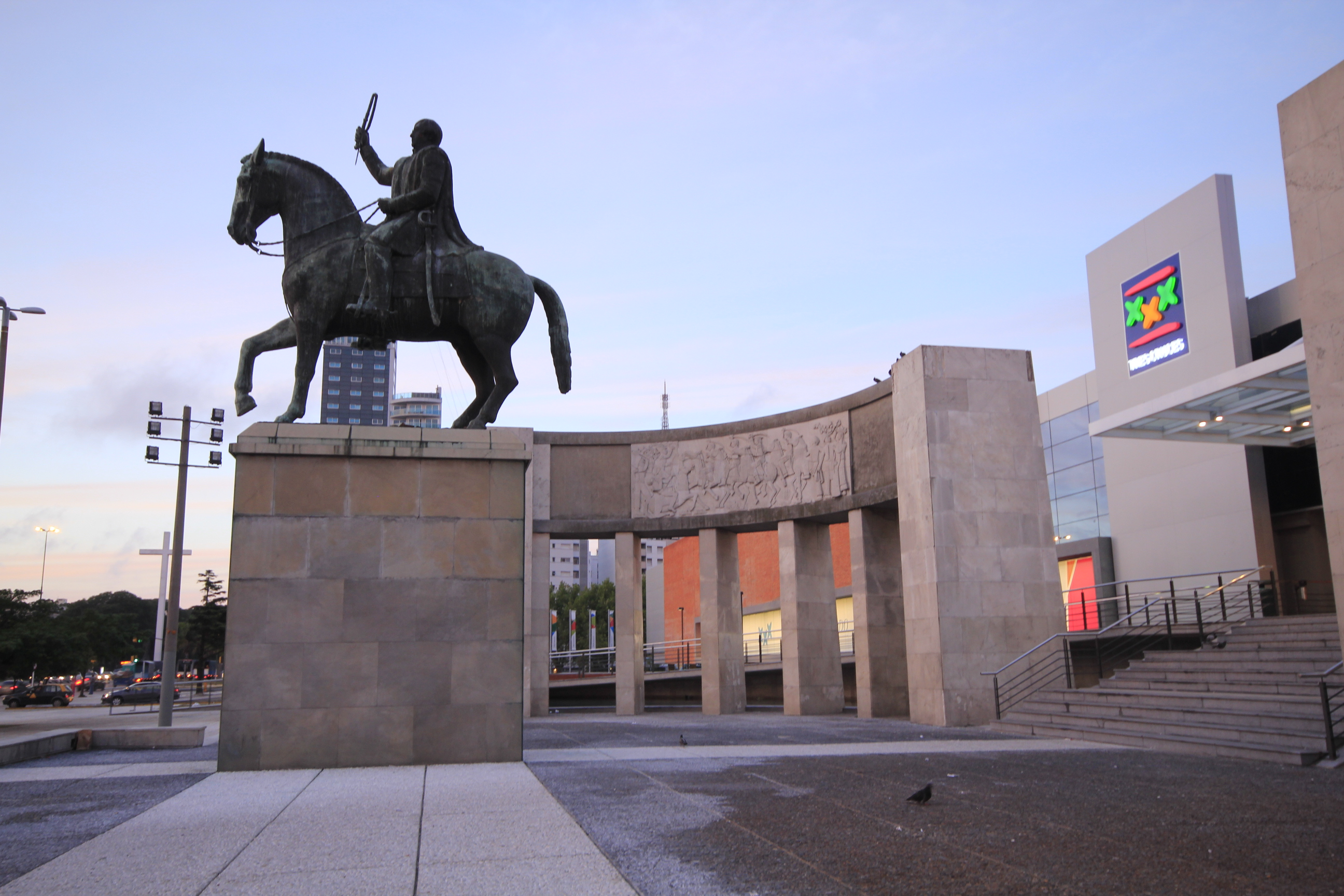
Monumento a Fructuoso Rivera y accesos principales al complejo.

La terminal se encuentra ubicada en el barrio de Tres Cruces, sobre el Bulevar Artigas. Fue inaugurada en el año 1994, luego de firmado un acuerdo por la Presidencia de la República. Cuenta con un enorme centro comercial, siendo también uno de los primeros proyectos en el país en combinar una terminal de pasajeros con un centro comercial.

## Características
El edificio fue concebido por el estudio del arquitecto Guillermo Gómez Platero, con la colaboración de Enrique Cohe y Roberto Alberti. En el diseño se aprecian elementos característicos de la arquitectura de Aldo Rossi: torre de control, claraboyas emergentes, ejes dominantes, omnipresencia del ladrillo.
Desde el punto de vista urbanístico, esta terminal significó varios grandes cambios: 
- Se creó un nuevo nodo de tráfico en el barrio Tres Cruces.
- Se descongestionó el centro de Montevideo de ómnibus (anteriormente, la mayoría de los ómnibus partían de la Plaza Cagancha).
- Se modificó la plaza frontal, pues el monumento al general Fructuoso Rivera debió ser trasladado hacia adelante, y numerosos ejemplares del arbolado se debieron replantar en los alrededores.
- El Shopping de Tres Cruces, junto con Montevideo Shopping, Punta Carretas Shopping y Portones Shopping, constituyó un nuevo polo de atracción para el público, modificando el paseo y la forma de comprar de los montevideanos.

## Actualidad
En noviembre de 2010, tras el incendio que afectó gran parte del centro comercial se anunciaron las obras de reconstrucción, pero también de ampliación. Sumando un niño sector comercial, pero también nuevas plazas de estacionamiento, al iniciarse las obras el estacionamiento tanto de la terminal como del centro comercial, debieron trasladarse hacia el Parque de la Democracia. Las obras, que tuvieron una inversión de USD 38 000 000 en total, culminaron y fueron inauguradas el 4 de diciembre de 2012 con la instalación de 67 nuevos  nuevos y 12 stands, dunando una totalidad de 200 locales.  En lo que respecta   Al sector de la terminal de buses se culminó el proceso de remodelación también comenzado en 2010, con la incorporación de 8 nuevas plataformas, la ampliación de los andenes y una nueva rampa de acceso de autobuses. El siguiente paso fue la ampliación del estacionamiento, que triplicó su capacidad, sumando 600 plazas techadas, e incorporó un sistema más moderno que facilita el acceso. El nuevo sector suma 32 000 m², llevando el área construida a 80 000 m².

## Conexiones
| Empresa                         | Conexión                    | Destinos                                   |  |
| ------------------------------- | --------------------------- | ------------------------------------------ |  |
| Compañía Oriental de Transporte | Montevideo - Maldonado      | Punta del Este,Piriapolis y Laguna Garzon. |  |
| Compañía Oriental de Transporte | Montevideo - Rocha          | La Pedrera                                 |  |
| Copsa Este                      | Montevideo - Maldonado      | Punta del Este,Piriapolis y Laguna Garzon. |  |
| Cynsa                           | Montevideo - Rocha          | Chuy y La Pedrera                          |  |
| CUT Corporación                 | Montevideo - Lavalleja      | Minas                                      |  |
| Turismar                        | Montevideo - Maldonado      | Piriapolis, Maldonado y Punta del Este     |  |
| Emdal                           | Montevideo - Rocha          | Cebollatí                                  |  |
| Expreso Chago                   | Montevideo - Rocha          | Chuy                                       |  |
| Expreso Minuano                 | Montevideo - Treinta y Tres | Treinta y Tres                             |  |
| Expreso Minuano                 | Montevideo - Lavalleja      | Minas                                      |  |
| Rutas del Sol                   | Montevideo - Rocha          | Barra de Valizas y Chuy                    |  |
| Chevial                         | Montevideo - Lavalleja      | Zapican                                    |  |

| Empresa                               | Conexión               | Destinos                                           |  |
| ------------------------------------- | ---------------------- | -------------------------------------------------- |  |
| Agencia Central                       | Montevideo - Paysandú  | Paysandú                                           |  |
| Agencia Central                       | Montevideo - Salto     | Salto                                              |  |
| Montevideo - Río Negro                | Fray Bentos            |                                                    |  |
| Intertur                              | Montevideo - Soriano   | Dolores                                            |  |
| Sabelín                               | Montevideo - Soriano   | Dolores                                            |  |
| Sabelín                               | Montevideo -Paysandú   | Paysandú                                           |  |
| Turil                                 | Montevideo - Colonia   | Juan Lacaze, Nueva Helvecia,Colonia del Sacramento |  |
| CUT Corporación                       | Montevideo - Río Negro | Fray Bentos                                        |  |
| Cooperativa de Transporte de Paysandú | Montevideo - Paysandú  | Paysandú                                           |  |
| Compañía Oriental de Transporte       | Montevideo - Colonia   | Colonia del Sacramento                             |  |
| COTMI                                 | Montevideo- Colonia    | Ombues dé Lavalle                                  |  |
| Cromin                                | Montevideo - Lavalleja | Minas                                              |  |

| Agencia Central | Montevideo-Rivera        | Rivera                  |  |  |
| COIT            | Montevideo -Rivera       | Vichadero               |  |  |
| Turismar        | Montevideo -Tacuarembó   | San Gregorio de Polanco |  |  |
| CUT Corporación | Montevideo-Artigas       | Artigas                 |  |  |
| EGA             | Montevideo -Cerro Largo  | Melo                    |  |  |
| El Norteño      | Montevideo - Artigas     | Bella Unión             |  |  |
| Turil           | Montevideo-Rivera        | Rivera                  |  |  |
| Turil           | Montevideo - Artigas     | Artigas.                |  |  |
| Nossar          | Montevideo -Tacuarembó   | Paso de los Toros       |  |  |
| Rutas del Plata | Montevideo -Cerro Largo  | Río Branco              |  |  |
| Nuñez           | Montevideo-Rivera        | Rivera                  |  |  |
| Nuñez           | Montevideo - Cerro Largo | Melo y Río Branco       |  |  |

| Empresa                        | Conexión                       | Destinos                 |  |
| ------------------------------ | ------------------------------ | ------------------------ |  |
| Agencia Central                | Montevideo - Flores            | Trinidad                 |  |
| COTMI                          | Montevideo - San José          | San José                 |  |
| Bruno                          | Montevideo - Durazno           | Durazno.                 |  |
| Chadre                         | Montevideo - Soriano           | Dolores                  |  |
| CITA                           |                                |                          |  |
| Montevideo- Canelones,Florida  | Casupá y Tala.                 |                          |  |
| Montevideo- Canelones,San José | Canelones,San José             |                          |  |
| Montevideo- Florida            | Florida.                       |                          |  |
| Montevideo- San José           | San José.                      |                          |  |
| Gabard                         | Montevideo - Canelones,Florida | Florida                  |  |
| COPA                           | Montevideo - Canelones         | Tala                     |  |
| Turismar                       | Montevideo - Durazno           | Durazno y Sarandí del Yi |  |
| Nossar                         | Montevideo - Durazno           | Durazno                  |  |

| Empresas                            | Conexión                                      |            |
| ----------------------------------- | --------------------------------------------- | ---------- |
| NSA - Nuestra Señora de la Asunción | Montevideo - Asunción                         | Paraguay   |
| Sr. Limmo                           | Montevideo - Asunción                         | Paraguay   |
| Ciudad de Pilar                     | Montevideo - Asunción                         | Paraguay   |
| Expreso Paraguay                    | Montevideo - Asunción                         | Paraguay   |
| Crucero Tours                       | Montevideo - Asunción                         | Paraguay   |
| La Santaniana                       | Montevideo - Asunción                         | Paraguay   |
| Yacyreta                            | Montevideo - Asunción                         | Paraguay   |
| Trans Copacabana MEM 1              | Montevideo - La Paz                           | Bolivia    |
| Tica Bus                            | Montevideo - San José                         | Costa Rica |
| Cauvi                               | Montevideo - Buenos Aires                     | Argentina  |
| Cóndor estrella                     | Montevideo - Buenos Aires                     | Argentina  |
| El Rápido Internacional             | Montevideo - Buenos Aires                     | Argentina  |
| Encon                               | Montevideo - Santa Fe                         | Argentina  |
| Encon                               | Montevideo - Córdoba                          | Argentina  |
| Pulman General Belgrano             | Montevideo / Buenos Aires                     | Argentina  |
| TTL                                 | Montevideo - São Paulo                        | Brasil     |
| TTL                                 | Montevideo - Porto Alegre                     | Brasil     |
| EGA                                 | Montevideo / Buenos Aires                     | Argentina  |
| EGA                                 | Montevideo / Córdoba                          | Argentina  |
| EGA                                 | Montevideo / La Paz                           | Bolivia    |
| EGA                                 | Montevideo / Santiago de Chile                | Chile      |
| EGA                                 | Montevideo / Ciudad de Panamá                 | Panamá     |
| EGA                                 | Montevideo / Asunción                         | Paraguay   |
| EGA                                 | Montevideo / Lima                             | Perú       |
| EGA                                 | Montevideo / Pelotas                          | Brasil     |
| EGA                                 | Montevideo - São Paulo                        | Brasil     |
| EGA                                 | Montevideo - Porto Alegre                     | Brasil     |
| Colonia Express                     | Montevideo < Puerto de Colonia > Buenos Aires | Argentina  |
| Buquebus                            | Montevideo < Puerto de Colonia > Buenos Aires | Argentina  |
| Buquebus                            | Puerto de Montevideo - Buenos Aires           | Argentina  |

### Servicio de encomiendas
En sus instalaciones, cuenta con un nivel utilizado específicamente para el transporte de encomiendas. El mismo se encuentra en el segundo subsuelo. 
- DAC - Grupo Agencia
- Núñez y Viajes Cynsa SA
- COTMI
- EGA encomiendas
- CITA encomiendas
- COT encomiendas
- CROMI
- CUT encomiendas
- NOSSAR
- Rutas del Norte
- Correo Uruguayo